# Slovenija na Sredozemskih igrah 2005
Slovenijo je na Sredozemskih igrah 2005 v Almerii, Španija zastopalo 159 športnikov (98 moških in 61 žensk). 

## Medalje

### Zlato
Atletika
- 100 m: Matic Osovnikar
- 200 m: Matic Osovnikar
- 200 m: Alenka Bikar

 Gimnastika
- bradlja: Mitja Petkovšek

 Plavanje
- moški 200 m hrbtno: Blaž Medvešek
- moški 50 m prsno: Emil Tahirovič
- moški 100 m prsno: Peter Mankoč
- moška štafeta 4×100 m mešano: Blaž Medvešek, Emil Tahirovič, Jernej Mencinger, Peter Mankoč
- ženske 200 m mešano: Anja Klinar

### Srebro
Atletika
- met diska: Igor Primc

 Judo
- do 60 kg: Rok Drakšič
- do 81 kg: Klemen Ferjan
- do 70 kg: Raša Sraka

 Plavanje
- moški 200 m delfin: Aleš Aberšek
- ženske 200 m prosto: Sara Isakovič
- ženske 400 m prosto: Sara Isakovič
- ženske 400 m mešano: Anja Klinar

### Bron
Lokostrelstvo
- ženske ekipno: Barbara Križe, Darja Verbič, Dolores Čekada

 Atletika
- štafeta 4x100 m: Matic Osovnikar, Matjaž Borovina, Boštjan Fridrih, Damjan Zlatnar, Jan Žumer

 Balinanje
- hitro izbijanje: Bojan Novak

 Boks
- do 81 kg: Robert Kramberger

 Judo
- do 52 kg: Petra Nareks
- do 63 kg: Urška Žolnir

 Karate
- do 55 kg: Teja Savor

 Veslanje
- enojec: Davor Mizerit
- dvojni dvojec: Rok Kolander in Matej Prelog

 Plavanje
- moški 50 m prosto: Jernej Godec
- moški 50 m prsno: Matjaž Markič
- moški 100 m prsno: Emil Tahirovič

## Tekmovalci po športu

### Lokostrelstvo
Moški posamično 
- Matej Povž
- Matija Žlender
- Matej Zupanc

Ženske posamično 
- Barbara Križe
- Darja Verbič
- Dolores Čekada

Ženske ekipno 
- Barbara Križe
- Darja Verbič
- Dolores Čekada

### Atletika
- Alenka Bikar
- Matjaž Borovina
- Boštjan Fridrih
- Brigita Langerholc
- Meta Mačus
- Teja Melink
- Sara Orešnik
- Matic Osovnikar
- Andrej Poljanec
- Rožle Prezelj
- Igor Primc
- Snežana Rodić
- Sonja Roman
- Jurij Rovan
- Miroslav Vodovnik
- Damjan Zlatnar
- Boštjan Šimunič
- Jan Žumer
- Kristina Žumer

### Rokomet

#### Moški
- Predtekmovanje (4. skupina)

- Zmaga nad Italijo (27:30)
- Poraz proti Tuniziji (23:25)

- Četrtfinale

- Poraz proti Srbiji in Črni gori (30:33)

- Klasifikacijske tekme

- 5./8. mesto: zmaga nad Grčijo (28:25)
- 5./6. mesto: poraz proti Egiptu (30:31) → 6. mesto

- Postava

- Dušan Podpečan
- Gregor Lorger
- Miladin Kozlina
- Rok Ivančič
- Boštjan Kavaš
- Jure Dobelšek
- Boštjan Hribar
- Marko Oštir
- Jure Natek
- Goran Kozomara
- Robert Konečnik
- Aleš Pajovič
- Aleš Sirk
- Matjaž Mlakar
- Luka Žvižej
- Primož Prošt

- Glavni trener: Slavko Ivezič

#### Ženske
- Postava

- Anja Argenti
- Maja Breznik
- Monika Frol
- Manuela Hrnjič
- Neli Irman
- Tadeja Korelc
- Miša Marinček
- Kristina Mihić
- Nina Potočnik
- Darja Rajšič
- Tina Sotler
- Urška Wertl
- Katja Čerenjak
- Tanja Čigoja
- Biljana Čulibrk
- Jelena Čvorak

- Glavni trener: Robert Beguš

### Judo
- Matjaž Ceraj
- Rok Drakšič
- Klemen Ferjan
- Primož Ferjan
- Tina Kukec
- Petra Nareks
- Raša Sraka
- Urška Žolnir

### Karate
- Marijana Jularič
- Matjaž Končina
- Dejan Vozlič
- Teja Šavor

### Plavanje
- Aleš Aberšek
- Jernej Godec
- Sara Isakovič
- Anja Klinar
- Peter Mankoč
- Matjaž Markič
- Blaž Medvešek
- Jernej Mencinger
- Marko Milenkovič
- Monika Močnik
- Jasna Ovsenik
- Matjaž Pernat
- Tamara Sambrailo
- Nina Sovinek
- Emil Tahirovič
- Luka Turk
- Anja Čarman

### Vaterpolo
- Boban Antonijevič
- Žiga Balderman
- Erik Bukovac
- Teo Galič
- Jernej Lovše
- Aleksander Mertelj
- Tomaž Mihelčič
- Jure Nastran
- Matej Nastran
- Primož Troppan
- Blaž Verač
- Miha Vreček
- Andrija Šulič